# Yannick Djaló
Yannick dos Santos Djaló (* 5. Mai 1986 in Bissau, Guinea-Bissau) ist ein ehemaliger portugiesischer Fußballspieler.

## Karriere

### Die B-Mannschaft von Sporting
Yannick Djaló spielte zumeist in der Puma Akademie in Lissabon, wie auch schon andere vor ihm z. B. Miguel Veloso, Cristiano Ronaldo oder Luís Figo.

### Verein
Zuvor spielte er bei Sporting Clube de Portugal und Casa Pia Atlético Clube. Am 30. Januar 2012 unterschrieb er einen Vertrag bis Saisonende 2015/16 bei Benfica Lissabon. Kurz vor Transferschluss am 31. August 2012 wurde Yannick für ein Jahr an den französischen Erstligisten FC Toulouse ausgeliehen. Die vereinbarte Kaufoption wurde vom FC Toulouse nicht gezogen, so dass er im Sommer 2013 zu Benfica zurückkehrte. Am 10. März 2014 wurde Djaló an die US-amerikanische Mannschaft San José Earthquakes und 2015 an Mordowija Saransk in Russland ausgeliehen.
Zum Jahresbeginn 2016, fünf Monate vor Vertragsende bei Benfica, wechselte Djaló für ein Jahr zum thailändischen Erstligaverein Ratchaburi Mitr Phol. Im August 2017 kehrte nach Portugal zurück und spielte ein Jahr bei Vitória Setúbal. Anschließend wechselte er erneut zu Ratchaburi, wo er 2018 seine Karriere beendete.

### Nationalmannschaft
Djaló war bereits in verschiedenen Jugendauswahlen Portugals tätig. Am 3. September 2010 gab er sein Debüt für die Nationalmannschaft Portugals in einem Spiel gegen Zypern.

## Privates
Djaló ist seit Mai 2010 mit der portugiesischen Schauspielerin Luciana Abreu verheiratet. Zusammen haben sie zwei Töchter.

## Erfolge
Sporting Lissabon
- Portugiesischer Pokal: 2007, 2008
- Portugiesischer Fußball-Supercup: 2007, 2008

Benfica Lissabon
- Taça da Liga: 2012